# Spring 1941
Spring 1941 è un film del 2008, diretto da Uri Barbash.

## Trama
Il dottor Artur Planck scappa con la moglie Clara e le sue due figlie a causa dell'arrivo dei nazisti, ma, mentre scappano, una delle due figlie viene uccisa con un colpo di pistola. I tre giungono a casa di Emilia, un'amica che vive sola dopo la morte del marito al fronte, ed inizia una sorta di triangolo amoroso ma, dopo che Emilia rimane incinta, la famiglia cerca un altro rifugio nella casa di Woytek, un paziente del dottore ma vengono scoperti e portati, insieme agli altri ebrei, in un bosco per essere uccisi dopo avere scavato le loro fosse.

## Produzione

### Riprese
Le riprese del film si sono svolte in Polonia, a Lublino, Łódź e Sanok.

## Distribuzione

### Data di uscita
- Polonia: 1º dicembre 2008
- Stati Uniti: 7 giugno 2009